# Неджакув
Неджакув (пол. Niedrzaków) — село в Польщі, у гміні Стшельці Кутновського повіту Лодзинського воєводства.
Населення — 102 особи (2011).
У 1975-1998 роках село належало до Плоцького воєводства.

## Демографія
Демографічна структура станом на 31 березня 2011 року:
|          | Загалом | Допрацездатний вік | Працездатний вік | Постпрацездатний вік |
| -------- | ------- | ------------------ | ---------------- | -------------------- |
| Чоловіки | 53      | 10                 | 36               | 7                    |
| Жінки    | 49      | 8                  | 28               | 13                   |
| Разом    | 102     | 18                 | 64               | 20                   |